# Illes Hanish
Les illes Hanish (àrab: جزر هانيش, juzur Hānīx) són un arxipèlag del Iemen banyat per la mar Roja. Estan formades per tres illes principals: Gran Hanish, Petit Hanish i Zukar (o Zuqar), i un gran nombre d'illes petites, illots i roques. L'illa Zukar és la més gran. Només estan poblades per alguns pescadors iemenites, la majoria dels quals tenen el seu assentament a l'illa de Gran Hanish.

## Geografia

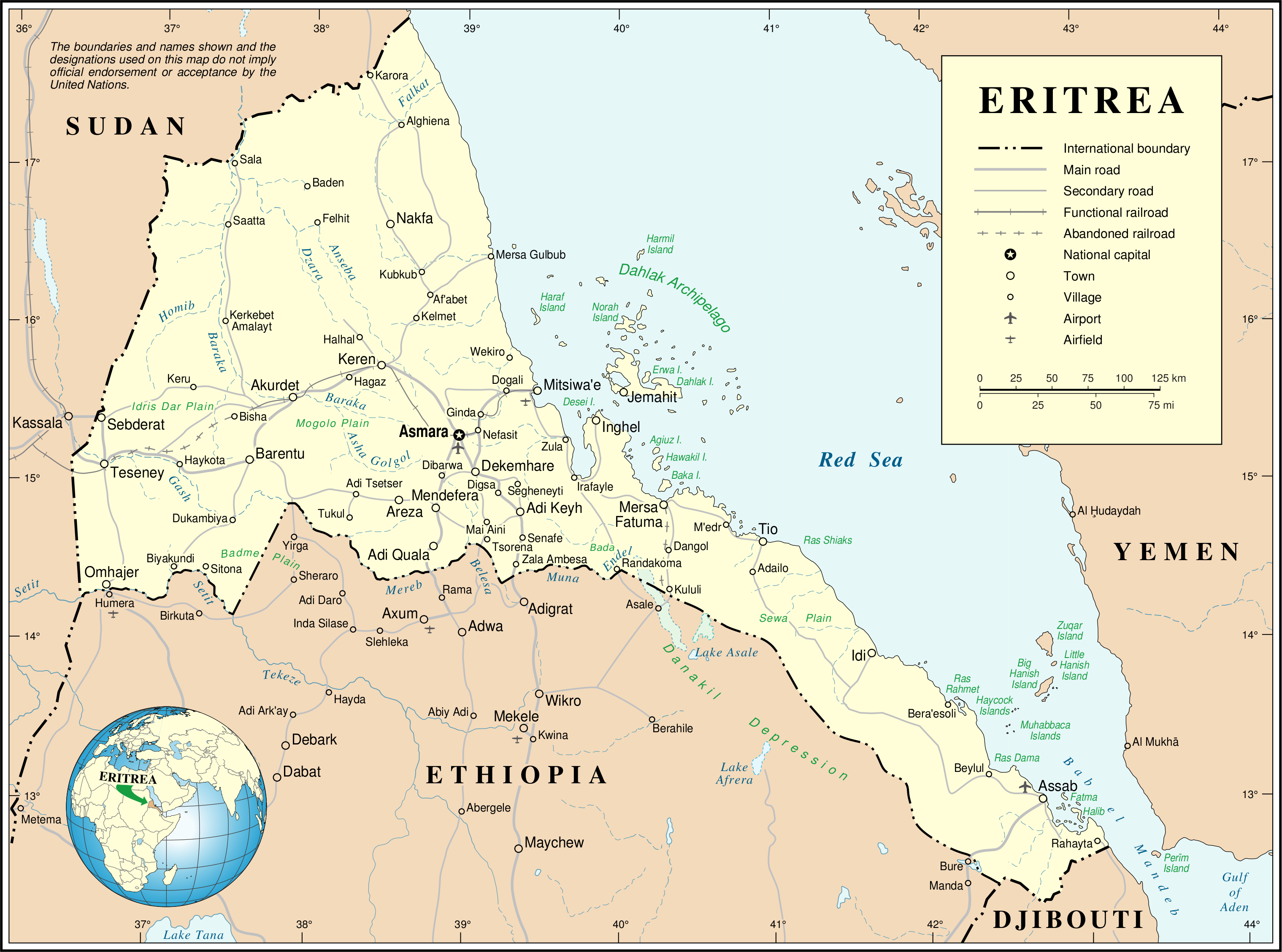
Mapa d'Eritrea mostrant les illes Hanish.

El arxipèlag de les illes Hanish està situat en la mar Roja, a mig amí entre les costes africanes i aràbigues, entre el Iemen a l'est i Eritrea a l'oest, al nord del estret de Bab el-Màndeb. Encara que situades a mitjana distància de les costes asiàtiques i africanes, aquestes illes es consideren com a part d'Àsia en raó de la seva posició sobre el talus continental vorejant Aràbia.
Aproximadament 23 illes i illots componen aquest arxipèlag que s'estén de nord a sud al voltant de les tres illes principals: l'illa Zukar o Zuqar (al nord), la Hanish Gran (al centre) i l'illa Hanish Petita (al sud). Aquestes illes són d'origen volcànic i sotmeses a un clima desèrtic que les priva de vegetació densa.

## Història
Les illes Hanish eren considerades part de l'Imperi Otomà, però de fet mai les van ocupar de manera permanent. Els drets turcs foren renunciats pel tractat de Lausana de 1923. Posteriorment fou el Iemen qui les va reclamar però també sense procedir a una ocupació efectiva. Els italians de la colònia d'Eritrea les van administrar amb una presència limitada. El 1941 els italians foren derrotats i la colònia i les illes Hanish van passar sota control de les forces britàniques. Les illes van seguir la sort d'Eritrea que fou integrada com a territori autònom a Etiòpia i després annexionada per aquest estat; la presència etíop a les illes fou ben minsa. A partir de 1970 Etiòpia i el Iemen van reclamar formalment la sobirania; Etiòpia tenia molt d'interès en controlar l'illa Zukar per utilitzar-la com a base contra la guerrilla independentista eritrea que en aquests anys va anar guanyant posicions a Eritrea.
Al moment de la independència d'Eritrea l'any 1991, el nou estat va agafar el relleu d'Etiòpia en la reclamació de les illes. Iemen va fer una concessió turística a una empresa alemanya i els eritreus van desembarcar a les illes per la força el 1995, el que va comportar una crisi militar del 15 de desembre al 17 de desembre de 1995. El cas es va solucionar quan les parts van acordar portar la disputa davant el Tribunal internacional de Justícia (CIJ) de la Haya que va fer públic el seu veredicte el 9 d'octubre de 1998: el Iemen va obtenir la sobirania sobre la quasi-totalitat de l'arxipèlag amb excepció d'alguns petits illots al sud-oest; Eritrea no obstant conservava plens drets de pesca a tot l'arxipèlag. Des de aquell moment les illes formen oficialment part de la governació d'al-Hudayda. A finals del 2015 les forces de la coalició presidencial van capturar les illes als huthis del govern de Sanaa.